# Werbeliner See
Der Werbeliner See, gelegen auf der Fläche des ehemaligen Ortes Werbelin, ist ein circa 450 Hektar großer Tagebaurestsee, der durch Flutung aus dem ehemaligen Tagebau Delitzsch-Südwest entstand, die Füllung war im Jahr 2008 abgeschlossen. Der See liegt im Mitteldeutschen Seenland, südlich der Stadt Delitzsch und nördlich von Leipzig.

## Lage

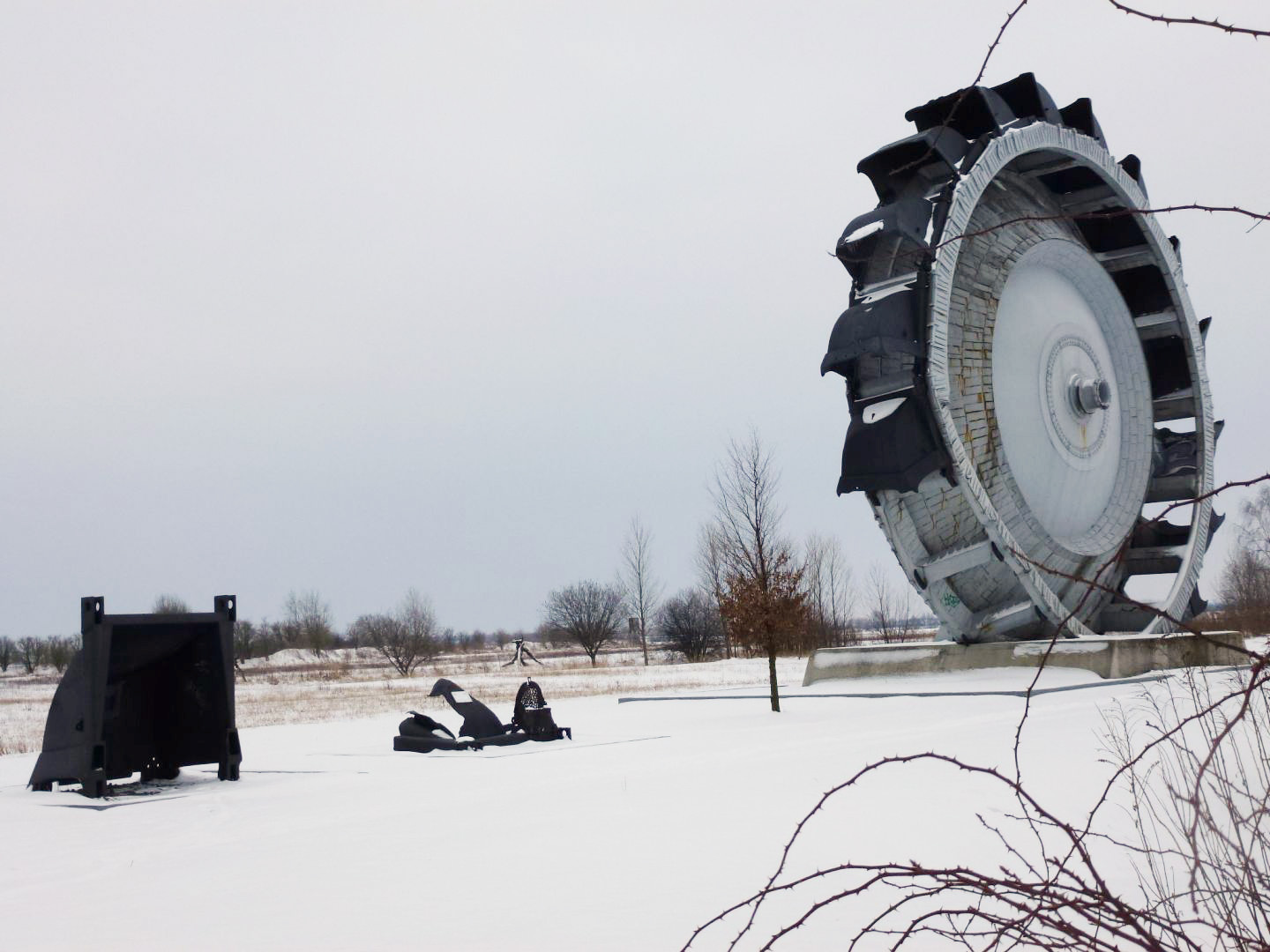
Technisches Denkmal Schaufelrad SRs 6300 aus dem ehemaligen Tagebau Breitenfeld

Der Werbeliner See liegt im Nordwesten des Freistaats Sachsen auf einer Höhe von etwa 98 m ü. NN. Er befindet sich zwischen den Städten Delitzsch und Leipzig, westlich der Bundesstraße 184. Westlich des Werbeliner Sees liegen der Grabschützer See, der Zwochauer See und das Gerbisdorfer Schaufelrad, südlich der Schladitzer See. Das Gewässer gehört zum nördlichen Leipziger Neuseenland.

## Geschichte und Namensgebung
Im Jahr 1975 begann im Gebiet des heutigen Werbeliner Sees die Braunkohleförderung. In der Folgezeit mussten dadurch die Orte Kattersnaundorf, Grabschütz und Werbelin (ehemals Rundling) weichen. Am ehemaligen Standort von Werbelin gibt es einen Gedenkstein. Die Kohle wurde auf einer extra gebauten Bahnstrecke nach Bitterfeld und von dort in die Energieerzeugung und Chemieindustrie transportiert. Der Werbeliner See ist aus dem Hauptrestloch des 1993 stillgelegten Tagebaus Delitzsch-Südwest hervorgegangen und wurde von 1998 bis 2010 aus der Neuen Luppe geflutet. Im März 2004 war er nach Angaben der LMBV zu 87 Prozent gefüllt. Das Gelände wird rekultiviert.

## Nutzung

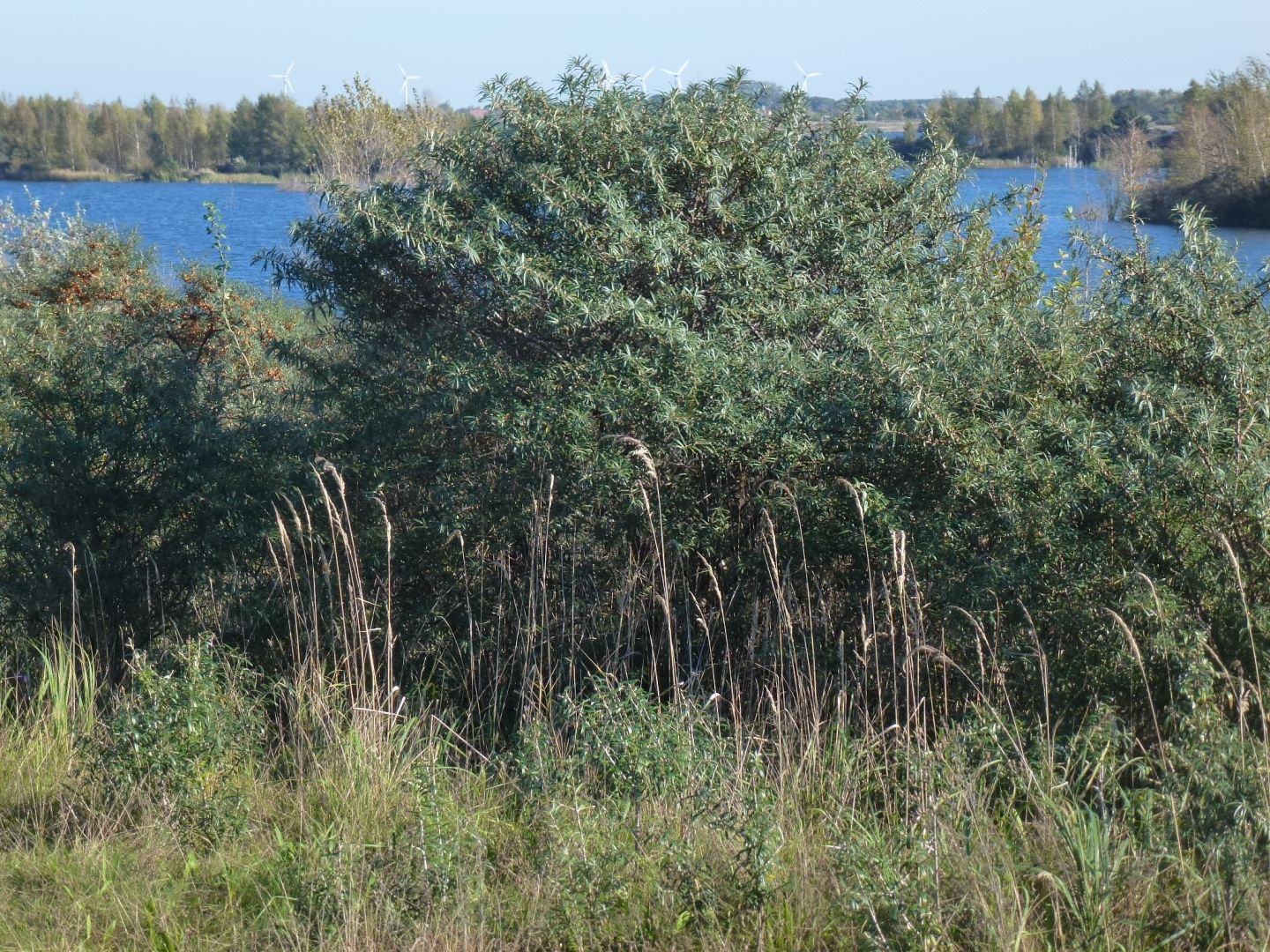
Nordwest-Seite des Sees

Wander- bzw. Radwege sind entstanden, die auch mit Inlineskates benutzt werden und bis zum nahegelegenen Zwochauer See und Grabschützer See sowie zum etwa 2 Kilometer entfernten Schladitzer See reichen. Der 120 km lange Radweg von Lutherstadt Wittenberg nach Markkleeberg „Kohle-Dampf-Licht“ führt am See vorbei.
Weiterhin gibt es einen Naturlehrpfad mit Schautafeln.  Im Februar 2007 baute man den Überlaufkanal (Brodauer Ableiter), welcher zwischen Zschortau und Brodau in den Bach Lober mündet. Seit 2006 ist der See europäisches Vogelschutzgebiet. Im Mai 2019 wurde das Naturschutzgebiet Werbeliner See ausgewiesen, mit dem Ziel die herausragende Artenvielfalt langfristig zu erhalten.